# Untersee
Untersee är en sjö i Antarktis. Den ligger i Östantarktis. Norge gör anspråk på området. Untersee ligger 975 meter över havet. Arean är 11,4 kvadratkilometer. Sjön, som är täckt av tre och en halv meter tjock is, hyser cyanobakterier, ända ned till sjöns största djup, 160 meter.